# Kurt Bock

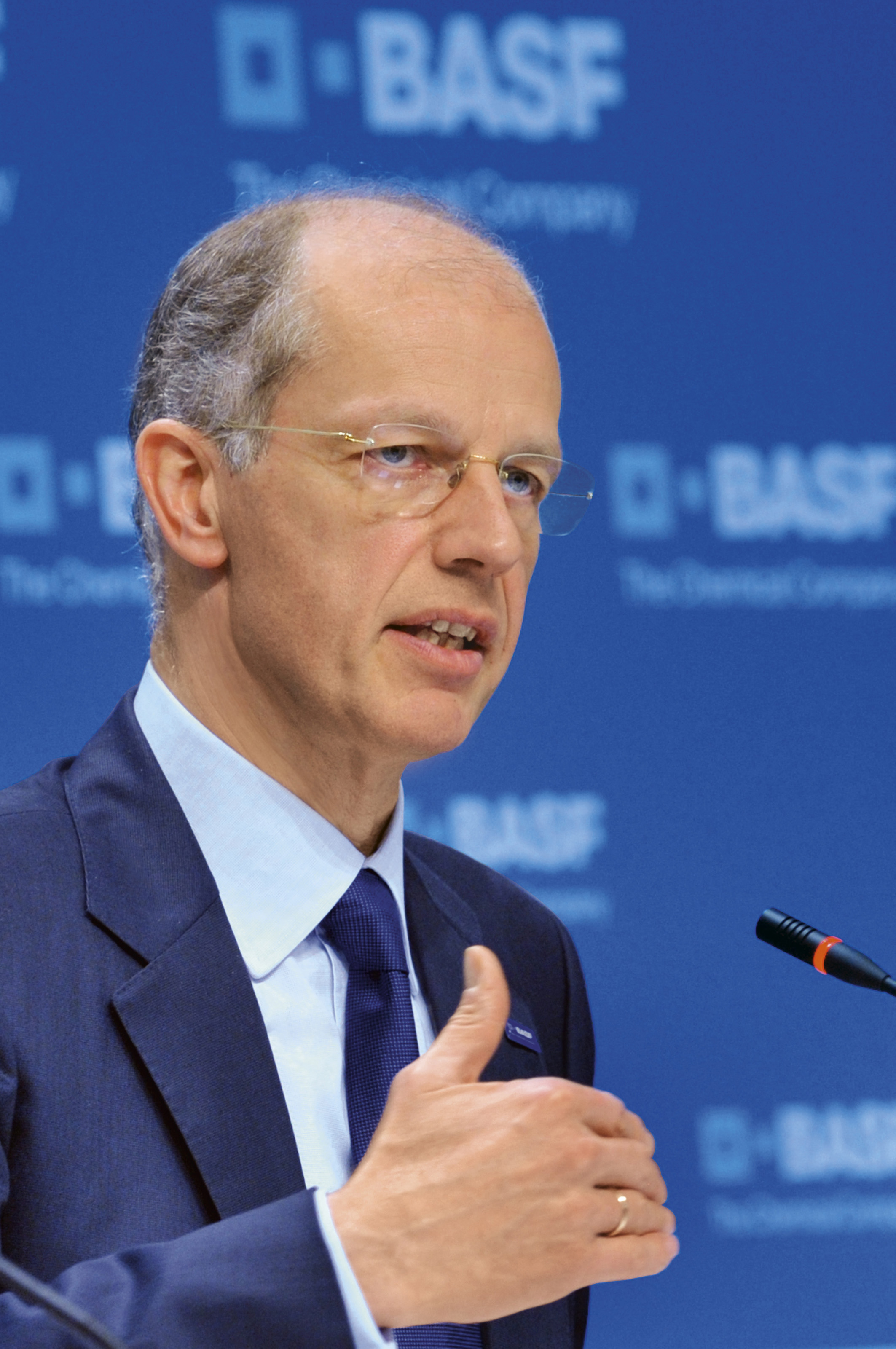
Kurt Bock (2013)

Kurt Bock (* 3. Juli 1958 in Rahden) ist ein deutscher Manager. Er war von 2011 bis 2018 Vorstandsvorsitzender der BASF und von 2016 bis 2018 Präsident des Verbandes der Chemischen Industrie. Seit 2020 ist er Vorsitzender des Aufsichtsrates der BASF.

## Werdegang
Bock, geboren in Nordrhein-Westfalen, studierte Betriebswirtschaftslehre in Münster und Köln sowie an der Pennsylvania State University (USA). Während des Studiums wurde er im Wintersemester 1977/78 Mitglied der Münsterer Burschenschaft Franconia. 1979/80 gehörte er dem dreiköpfigen Ausschuss für burschenschaftliche Arbeit der Deutschen Burschenschaft an. Im Jahr 1985 promovierte er mit einer Arbeit zum Titel Unternehmenserfolg und Organisation bei Horst Albach in Bonn.
Ebenfalls im Jahr 1985 trat er in die Abteilung Finanzen der BASF ein. 1992 wechselte er zu Bosch. Dort leitete er zunächst den Bereich Finanzen und Bilanzen. Später übernahm er die Geschäftsführung der brasilianischen Tochtergesellschaft. 1998 kehrte er zu BASF zurück und wurde zunächst Chief Financial Officer der US-Tochter. 2000 wurde er Leiter für den Bereich Logistik & Informatik in der BASF Konzernmutter. 2003 wurde er in den Vorstand der BASF AG berufen mit der Zuständigkeit für das Finanzressort. 2007 übernahm er zusätzlich die Verantwortung als Chairman und CEO der BASF Corporation, New Jersey, USA. Ab 6. Mai 2011 war er Vorstandsvorsitzender der BASF. Mit Ablauf der Hauptversammlung am 4. Mai 2018 schied Bock aus dem Vorstand aus und wurde nach Ablauf der gesetzlichen zweijährigen Cooling-Off-Periode im Jahr 2020 in den BASF-Aufsichtsrat gewählt und übernahm dessen Vorsitz.
Von April 2012 bis Juni 2018 war Kurt Bock Mitglied des Vorstands des United Nations Global Compact (UNGC). Im September 2012 wurde er zum Vorstandsvorsitzenden des Verbandes der Europäischen chemischen Industrie gewählt. 2013–2014 leitete er den Weltchemieverband International Council of Chemical Associations ICCA.
Seit Herbst 2012 saß Kurt Bock im Vorstand sowie im Präsidium des Verbandes der Chemischen Industrie. Mit Wirkung vom 24. September 2016 wurde er zum Präsidenten gewählt. Die Amtszeit verlief satzungsgemäß über zwei Jahre bis zur Mitgliederversammlung 2018, als er in dieser Funktion von Hans Van Bylen abgelöst wurde.
Des Weiteren war er Mitglied im Gemeinsamen Beirat der Allianz-Gesellschaften und Vizepräsident im Stifterverband, einer Gemeinschaftsinitiative von Unternehmen und Stiftungen, die in den Bereichen Bildung, Wissenschaft und Innovation berät, vernetzt und fördert.
Im Baden-Badener Unternehmer Gespräche e. V. ist er Vorsitzender des Vorstands,  bei Rantum Capital engagiert er sich als Industriepartner für die Chemie und Anlagenindustrie.
Bock ist verheiratet und hat einen Sohn und zwei Töchter.

## Aufsichtsratsmandate
- BASF SE, Vorsitz seit 2020[1]
- Fuchs Petrolub SE, Vorsitz 2019–2021
- BMW, (gewählt bis 2027) Mitglied seit 2018, seit 2021 stv. Vorsitzender und Vorsitzender des Prüfungsausschusses[15]
- Münchener Rück, Mitglied 2018–2020
- Fresenius, Mitglied 2016–2020[7]

## Positionen
Im März 2013 setzte sich Bock BASF-intern dafür ein, im unternehmensinternen sprachlichen Umgang und Schriftverkehr auf die Anrede des Doktorgrades zu verzichten.

## Werke
- 1986: Unternehmenserfolg und Organisation: Eine empirische Untersuchung. Dissertation an der Universität Bonn. Hochschulschrift ohne ISBN. DNB 890416672